# Metadon
Metadón je sintetični opioid v obliki belega kristalnega praška grenkega okusa. Topen je v vodi in alkoholu. V Sloveniji je metadon registriran kot Heptanon (Pliva), in sicer v obliki tablet, peroralnih kapljic ter injekcij.
Metadon je močno sredstvo proti bolečinam, uporablja pa se tudi kot zdravilo v vzdrževalnem metadonskem programu pri zdravljenju odvisnosti od opiatov. Predvideni odmerki za blažitev bolečin so 5–10 mg (0,50–1,00 ml), pri nadomestnem metadonskem zdravljenju pa je vzdrževalna doza individualno pogojena. Nekateri heroinski odvisniki, ki so vključeni v metadonske vzdrževalne programe, tako prejmejo neprimerno višje dnevne odmerke. Srednja vzdrževalna doza je 40–100 mg (4–10 ml) dnevno, odmerek pa se lahko dvigne tudi do 200 mg (20 ml). Razpolovni čas metadona je 15–55 ur. Zaradi razmeroma dolgega razpolovnega časa se v krvi vzpostavi določena koncentracija metadona. Enkratna dnevna doza zadostuje za vzdrževanje te koncentracije.
Oseba, ki redno jemlje metadon, postane odvisna. Ko človek prične z jemanjem (pri zdravljenu odvisnosti), povzroča sprva podoben občutek kot heroin; dremavost, rahlo zadetost – ko pa se ga človek navadi, se počuti normalno in predvsem ne občuti abstinenčne krize. Pri tistih, ki ga jemljejo proti bolečinam – se pravi, niso navajeni opiatov in podobnih zdravil –, lahko tudi poslabša fizično in psihološko stanje, močno poslabša razpoloženje in dihalne poti, vendar pa se bolečina zmanjša ali pa povsem izgine, dokler metadon ne popusti. V stanju brez metadona se podobno kot pri drugih opiatih pojavijo znaki abstinenčnega sindroma, ki niso tako močni kot pri heroinu, trajajo pa dalj časa (tudi do enega meseca).
Tako detoksikacija od metadona traja dlje kot od heroina, je pa nekoliko manj intenzivna.
Zaradi možne zlorabe metadona, na primer preprodaje ali priprave raztopine za injiciranje, se vsak dan pripravi metadonska raztopina (tekoči metadon s sokom), ki jo vzdrževanec na metadonu popije v prostorih ambulante. Ob rednem urinskem testiranju in negativnih rezultih testov za THC (marihuana), BZO (benzodiazepam ...), OPI (heroin, morfini) in COC (kokain) pa lahko pacienti pridobijo tudi bonitete; dobijo na primer terapijo za domov v soboto, nato za vikend, nato pa pridejo le še v ponedeljek, sredo in petek, potem v ponedeljek in petek ter na koncu le še v ponedeljek za ves teden. V primeru izpuščenega ali pozitivnega urinskega testa oseba najprej dobi opozorilo, drugič pa se boniteta zmanjša za eno ali več stopenj.
Uporaba metadona pri zdravljenju odvisnosti je pogosto predmet različnih polemik v javnosti. Metadon se uporablja pri zdravljenju odvisnosti zato, ker zmanjša potrebo po heroinu (vpliva na iste receptorje v možganih), ker je brezplačen, zmanjša število tatvin in drugih nezakonitih dejanj, zmanjša število okuženih z virusom HIV in hepatitisom B in C ter omogoči odvisniku bolj urejen življenjski slog (služba, družina ...). Ob primerni dozi metadona in psihosocialni obravnavi lahko nekateri odvisniki živijo povsem normalno življenje, hodijo v službo in nimajo potrebe po jemanju drog. Pogosto je to tudi velika priložnost za posameznika, da se odloči za prenehanje uživanja drog.   